# La casa delle estati lontane
La casa delle estati lontane (titolo originale: Rendez-vous à Atlit) è un film del 2014, scritto e diretto dall'esordiente Shirel Amitay.

## Trama
Il film è ambientato in Israele nel 1995, nelle settimane prima dell'uccisione di Yitzhak Rabin. Darel, Cali e Asia sono tre sorelle che non vivono più in Israele da tanti anni, ma devono tornare per riordinare e vendere la casa dei genitori morti. Nel frattempo sono partecipi del desiderio di pace molto forte prima di quel 4 novembre in cui Rabin venne assassinato. Nonostante ciò, le tre sorelle non perdono la speranza.

## Distribuzione
Il film è stato presentato al Film Festival di Amburgo il 2 ottobre 2014, per poi uscire in Francia il 21 gennaio 2015. In Italia è stato presentato in anteprima al Festival dei Diritti Umani di Milano, ed è uscito nelle sale nazionali il 16 giugno 2016.